# Tabula Hungariae

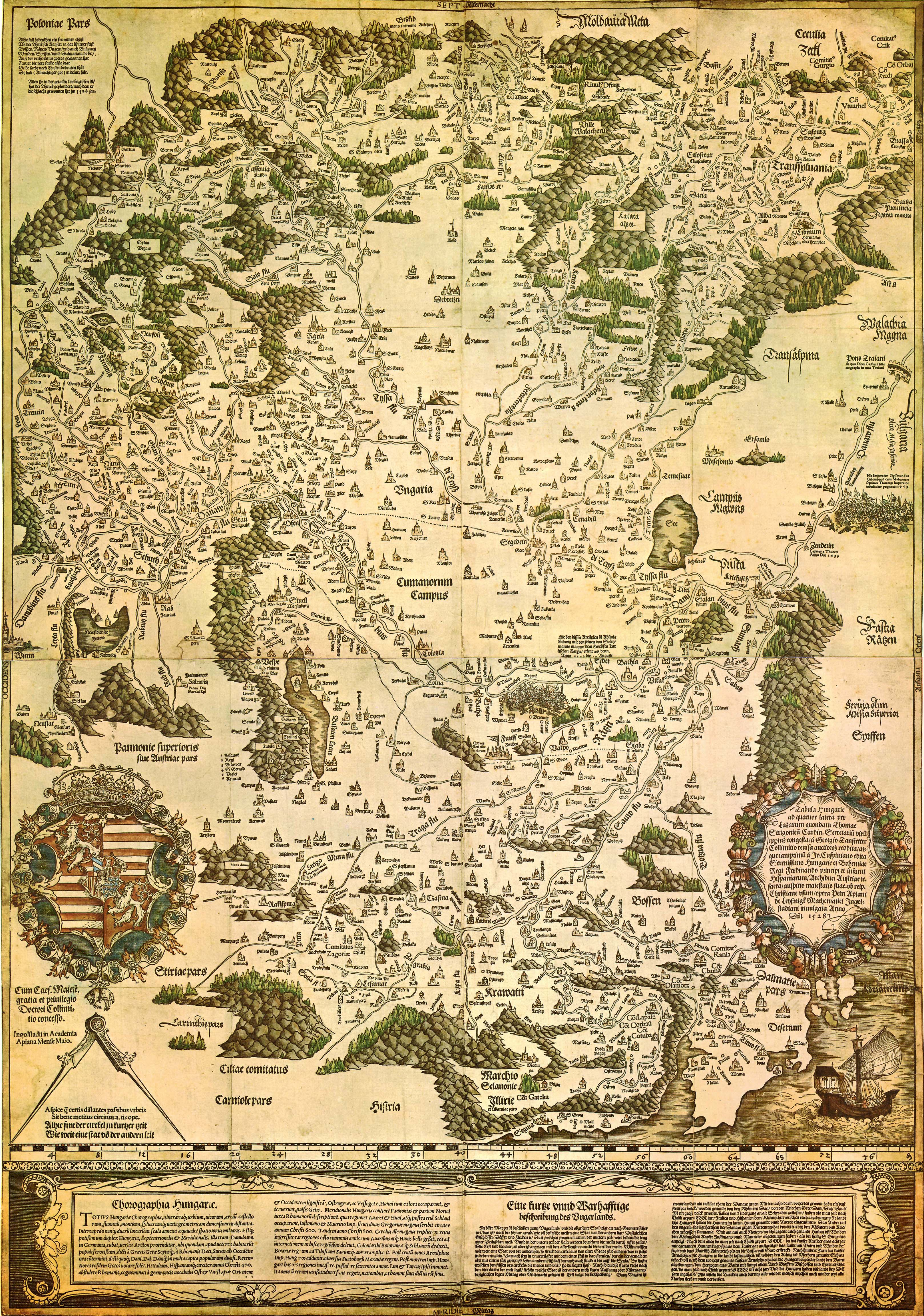

La Tabula Hungariae est une carte de la Hongrie par Lázár Deák, réalisée avant 1528. Elle mesure 65 cm de haut sur 85 cm de large. Elle est orientée sur un axe sud-ouest/nord-est. Elle est conservée à la bibliothèque nationale Széchényi à Budapest depuis 1924. Elle est inscrite au registre de la Mémoire du monde en 2007. Elle se distingue par le grand nombre de toponymes.